# كوجي ناغاي
كوجي ناغاي (باليابانية: 永井浩二؛ بالكانا: ながい こうじ) هو شخصية أعمال ياباني، ولد في 25 يناير 1959 في طوكيو في اليابان.